# Celso Esquivel
Celso Esquivel González (General Artigas, 20 marzo 1981) è un calciatore paraguaiano, difensore del Club Sportivo Luqueño.

## Carriera
Giocò per la Nazionale Olimpica ai Giochi olimpici del 2004, dove vinse la medaglia di argento perdendo la finale contro l'Argentina.

## Palmarès

### Club
- Coppa Mercosur: 1

San Lorenzo: 2001
- Coppa Sudamericana: 1

San Lorenzo: 2002

### Nazionale
- Argento olimpico: 1

Atene 2004